# 哈利拉姆布尔乌帕齐拉
哈利拉姆布尔是孟加拉国的一个乌帕齐拉，位於達卡專區的马尼格甘杰县。該乌帕齐拉占地面积为245.42平方公里，共有戶數30136户。

## 人口
据1991年孟加拉國人口普查，哈利拉姆布尔共有人口171274人，其中男性为84994人，女性为86280人； 成年人口为80752人。該地7歲以上人口之平均识字率为30.2%，低于孟加拉国全国的平均水平（32.4%）。